# IC 263
IC 263 ist eine Spiralgalaxie mit aktivem Galaxienkern vom Hubble-Typ Sb im Sternbild Walfisch südlich des Himmelsäquators. Sie ist schätzungsweise 378 Millionen Lichtjahre von der Milchstraße entfernt und hat einen Durchmesser von etwa 65.000 Lj.

Im selben Himmelsareal befinden sich u. a. die Galaxien NGC 1094, NGC 1104, IC 264, IC 1856.
Das Objekt wurde am 9. November 1891 vom französischen Astronomen Stéphane Javelle entdeckt.